# Lobularia libyca
Lobularia libyca är en korsblommig växtart som först beskrevs av Domenico Viviani, och fick sitt nu gällande namn av Carl Daniel Friedrich Meisner. Lobularia libyca ingår i släktet strandkrassingar, och familjen korsblommiga växter. Inga underarter finns listade i Catalogue of Life.